# Bambi 2 - O Grande Príncipe da Floresta
Bambi II (bra/prt: Bambi 2 - O Grande Príncipe da Floresta)  é uma obra cinematográfica de animação de longa-metragem, concebida especialmente para lançamento direto em DVD nos Estados Unidos, em 2006, como uma continuação do clássico dos estúdios Disney, "Bambi". Entretanto, em países como Brasil, Portugal e em outras partes da Europa, o filme teve um lançamento nos cinemas.
Este filme foi inspirado no livro original de Felix Salten, que também serviu de base para o primeiro filme da franquia. Notavelmente, "Bambi II" estabelece um recorde, com um intervalo de tempo de 63 anos e 178 dias entre um filme e sua sequência, marcando a maior distância temporal entre produções dessa natureza.
A produção do filme ocorreu durante os anos de 2005 e 2006, sob a recomendação do DisneyToon Studios, com direção a cargo de Brian Pimental. Jim Ballantine encabeçou a produção, a qual superou todas as expectativas, especialmente considerando-se que se tratava de um lançamento direto para o formato exclusivo de DVD, sem passagem pelas telas dos cinemas.

## Sinopse
Uma prequela do primeiro filme se inicia com o Grande Príncipe informando a Bambi sobre o falecimento de sua mãe e solicitando à Amigo Coruja que encontre uma corsa para finalizar sua criação. Em seguida, Tambor convoca Bambi para testemunhar a Marmota anunciando a chegada da Primavera. Enquanto todos os outros animais se retiram com suas mães, Bambi adormece e mergulha em um sonho envolvendo sua mãe. Ao despertar, Bambi é iludido pelo som imitado de uma corsa por um caçador, o que quase resulta em sua morte se não fosse pela intervenção de seu pai.
À medida que a primavera se aproxima e o gelo derrete, Bambi busca demonstrar ao pai sua coragem, almejando tornar-se um sucessor digno e orgulhoso. Com o passar do tempo, o Grande Príncipe desenvolve afeto por Bambi e, apesar da dor, permite que ele seja guiado até a corsa indicada por Amigo Coruja. Durante essa jornada, Bambi se depara com os cães de caça do homem, os quais o perseguem até um penhasco imponente. Embora Bambi vença a luta, ele acaba caindo do penhasco, o que entristece profundamente seu pai, que o julga morto. No entanto, quando Bambi se recupera, seu pai o acolhe com carinho e percebe que não pode viver sem ele.
À medida que a primavera se estabelece, Bambi exibe sinais de crescimento, com seus chifres despontando e suas manchas desaparecendo. Seu pai o convida a acompanhá-lo a um local especial, revelando que foi ali que ele conheceu a mãe de Bambi e que, assim como ele, Bambi é especial. O filme conclui com pai e filho admirando a beleza do lugar.

## Elenco
| Intérprete de voz | Personagem      |
| ----------------- | --------------- |
| Alexander Gould   | Bambi           |
| Patrick Stewart   | Grande Príncipe |
| Brendon Baerg     | Tambor          |
| Nicky Jones       | Flor            |
| Andrea Bowen      | Faline          |
| Anthony Ghannam   | Ronno           |
| Cree Summer       | Mena            |
| Keith Ferguson    | Coruja          |
| Makenna Cowgill   | Irmãs de Tambor |
| Emma Rose Lima    | Irmãs de Tambor |
| Ariel Winter      | Irmãs de Tambor |
| Brian Pimental    | Marmota         |
| Brian Pimental    | Porco-Espinho   |

## Partipações especias
| Intérprete de voz | Personagem     |
| ----------------- | -------------- |
| Kath Soucie       | Sra. Coelho    |
| Alison Krauss     | Voz cantante 1 |
| Michelle Lewis    | Voz cantante 2 |